# Андрос Сергій Олександрович
Сергій Олександрович Андрос (* 11 січня 1962, с. Макишин Городнянського району Чернігівської області) — український політик.
Член Партії регіонів; колишній народний депутат України; президент Чернігівської обласної федерації кікбоксингу; заступник голови Чернігівської обласної організації Партії регіонів.

## Біографія
- 1983—1995 — від командира відділення до інструктора спецпідрозділу «Титан» УМВС України в Чернігівській області.
- 1995—1998 — директор ТОВ «Бриг».
- 1999—2006 — директор ПП «Ярославна і К», директор ТОВ «Метал-Союз Чернігів».

Народний депутат України 6-го скликання 02.2011-12.2012 від Партії регіонів, № 219 в списку. На час виборів: нар. деп. України, член ПР. Член фракції Партії регіонів (з 02.2011). Член Комітету з питань бюджету (з 02.2011).
Народний депутат України 5-го скликання 04.2006-11.2007 від Партії регіонів, № 179 в списку. На час виборів: директор ТОВ «Метал-Союз Чернігів», член ПР. Член фракції Партії регіонів (з 05.2006). Член Комітету з питань правової політики (з 07.2006).
02.2011 — 12.2012 рр. — народний депутат України 6 скликання, член фракції Партії регіонів у Верховной Раді України. Член Комітету Верховної Ради України з питань бюджету.

## Сім'я
Дружина Валентина Михайлівна — домогосподарка; син Максим (1984); дочка Ярославна (1988).